# 庵谷トンネル
庵谷トンネル（いおりだにトンネル）は、富山県富山市を通る、国道41号（国道360号重複）のトンネル。
旧細入村を南北に分断する交通の難所である庵谷峠を通過するトンネルとして建設された。

## データ

### 初代
- 全長 - 976.0 m[1]
- 幅員 - 6.4 m[2]
- 高さ - 4.5 m[1]
- 舗装状況 - コンクリート舗装[1]
- 総事業費 - 約2億5千万円[3]

### 2代目（現在）
- 全長 - 1,034 m[4]
- 幅員 - 10 m（歩道含む）[3]
- 舗装状況 - アスファルト舗装
- 総事業費 - 約27億円[4]

## 歴史
1950年（昭和25年）秋に運動を始めた「庵谷隧道期成同盟会」の努力によって1951年（昭和26年）に庵谷峠の改修が決定され、1953年（昭和28年）に着工、1956年（昭和31年）7月31日に貫通、1957年（昭和32年）5月1日に二級国道155号名古屋富山線のトンネルとして完成した。貫通当時は日本国内で5番目に長い道路トンネルでもあった。
トンネル完成によって庵谷峠経由で40分程度を要していた庵谷 - 片掛間はわずか数分での通過が可能となり、1959年（昭和34年）6月12日には富山地方鉄道と濃飛バスの提携により富山 - 神岡間の直通バス（1日4往復、バス停10箇所）の運行が実現した。1965年（昭和40年）11月3日には、トンネルの庵谷側入り口に庵谷隧道完成記念碑が設置された。
上記のトンネルも幅員が狭い上に暗く、通行に危険があり、さらに水漏れが発生するなど老朽化してきたことから、1988年（昭和63年）10月から旧トンネル東側にて2代目（現在）のトンネルの建設に着手され、1989年（平成元年）8月30日に貫通、1990年（平成2年）9月5日に完成した。現在のトンネルの入り口は細入村の旧跡猪谷関所のイメージに合わせて関所門風になっている。
現在のトンネルが完成したことに伴い、初代トンネルは通行止めとなった。一時は細入村がキノコ栽培施設に活用するなどの案も検討されていたが、最終的に廃道化されることになった。これに伴い、安全性確保のため庵谷、片掛両抗口はコンクリートで閉鎖された。
本トンネルを含む区間で事業中である、地域高規格道路猪谷楡原道路では本トンネルを含む延長2.8 kmの区間で現道活用区間となっている。